# 二崙 (屏東縣)
二崙，是臺灣屏東縣竹田鄉的一個傳統地域名稱，位於該鄉東南部凸出部分的東北側。相較於今日行政區，其範圍大致包括美崙村不含西北部及東北端、二崙村不含東部邊界地帶及西北端、頭崙村東部邊界地帶偏南側一小段、竹田村北部邊界地帶。
本地區境內主要聚落為二崙、美崙。

## 歷史
台灣日治初期，二崙地區為一街庄，稱為「二崙庄」（舊制街庄），隸屬於港西下里。該庄昔日北與老北勢庄為鄰，東與忠心崙庄為鄰，南邊為頓物庄，西邊為南勢庄。
1901年（日治明治三十四年）11月11日，全台廢縣廳改設二十廳，該庄隸屬於阿猴廳。1904年（明治三十七年）4月15日，該庄編入「二崙區」，隸屬於阿猴廳。1905年（明治三十八年）4月1日，阿猴廳改稱「阿緱廳」。1909年（明治四十二年）10月25日，全台合併二十廳為十二廳，二崙區仍隸屬於阿緱廳。1920年（大正九年）10月1日，全台地方制度大改正，廢十二廳改設五州二廳，該庄改制為「二崙」大字，隸屬於高雄州潮州郡竹田庄（新制街庄）。
戰後竹田庄改制為竹田鄉，隸屬於高雄縣，大字亦改制為村。1950年（民國39年）10月1日，高、屏分治，竹田鄉改隸屬於屏東縣。
相較於今日行政區，本地區的範圍大致包括美崙村不含西北部及東北端、二崙村不含東部邊界地帶及西北端、頭崙村東部邊界地帶偏南側一小段、竹田村北部邊界地帶。

## 聚落
該地區發展較早的聚落為二崙、美崙，在日治期初期的官方地圖上已有記載。

## 交通
台鐵屏東線是高雄至枋寮間的鐵路幹線，經過本地區最西端。最近的車站在北側為西勢車站，在南側為竹田車站。前者屬三等站，停靠部分莒光號、區間快車及全部區間車；後者屬簡易站，僅停靠區間車；由此等可前往台鐵沿線各站。
省道台1線又稱「縱貫公路」，是臺北至楓港的傳統平面幹道，經過本地區東南端。由該道路北行可前往內埔鄉、內埔鄉/竹田鄉交界地帶、竹田鄉/麟洛鄉交界地帶、麟洛鄉、屏東市等地，南行可前萬巒鄉西南端、潮州鎮、新埤鄉、南州鄉東端等地。
縣道187甲線是龍泉至下蚶堤防的道路，經過本地區北部邊界地帶暨美崙聚落北郊。由該道路東北行可前往內埔鄉，並止於老埤地區的縣道187號路口；西南行可前往萬丹鄉，並止於下蚶地區的縣道189甲線路口。
鄉道屏82線是溝仔墘至竹田的道路，其東側端點（終點）位於本地區東南端的省道台1線路口。
鄉道屏83線是新北勢至竹南的道路，經過本地區極西點。
鄉道屏85線是新北勢至潮州的道路，經過本地區中西部。